# 丁武
丁武（1962年12月30日—），中国摇滚乐手，北京人，曾任黑豹乐队、唐朝乐队主唱，以独特高吭音色著称。

## 年表
- 1968年，随父母下放东北，就读五七干校小学。
- 1972年，回到北京，就读前门西打磨厂小学。
- 1975年，就读西城区第二十八中学。
- 1976年，开始接触音乐，学习吉他。
- 1978年，考入北京工艺美术学校美术系。
- 1982年，在北京132中担任美术教师，教授美术的基础知识。第二天辞职。
- 1984年，组建不倒翁乐队。
- 1987年，担任黑豹乐队主唱。
- 1988年，组建唐朝乐队，任主唱和节奏吉他手。
- 1989年，唐朝乐队遇到困境，临时性解散，远走新疆。年末，重新组队参加了北京首都体育馆举办的“90现代音乐会”，演唱了两首歌曲。
- 1990年，与滚石唱片签约，出版唐朝乐队的第一张专辑《梦回唐朝》。
- 1994年，唐朝乐队与魔岩三杰一起在香港红墈演出“摇滚中国乐势力”大获成功，成为唐朝乐队鼎盛时期的标志。
- 1995年，唐朝乐队贝斯手张炬因车祸去世。
- 1998年，唐朝乐队发表第二张专辑《演义》。同年，丁武的二哥因吸毒过度而去世。
- 2004年，与杨婷结婚。